# 薩摩川内市立祁答院中学校
薩摩川内市立祁答院中学校（さつませんだいしりつ けどういんちゅうがっこう）は、鹿児島県薩摩川内市祁答院町下手にある市立中学校。

## 概要
2014年4月27日現在の生徒数は合計107名(男子51名・女子56名)で、各学年1学級である。クラスの名称は、数字ではなく、アルファベットである。

## 歴史
1969年（昭和44年）に祁答院町立藺牟田中学校、祁答院町立大村中学校、祁答院町立黒木中学校が統合、祁答院町立祁答院中学校が設置された。2004年（平成16年）に祁答院町が川内市などと合併し薩摩川内市となったのに伴い、薩摩川内市立祁答院中学校に改称した。